# Yamada Otozō

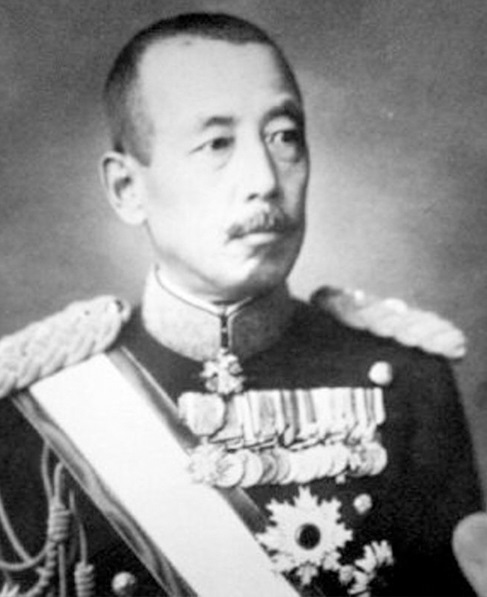
Yamada Otozō

Yamada Otozō (jap. 山田 乙三; * 6. November 1881 in der Präfektur Nagano, Kaiserreich Japan; † 18. Juli 1965 in Japan) war ein General der Kaiserlich Japanischen Armee.

## Leben
Der in der Präfektur Nagano geborene Yamada schloss 1903 den 14. Jahrgang an der Heeresoffizierschule und 1912 den 24. Jahrgang der Heereshochschule ab. Nach seinem Abschluss wurde er zur Kavallerie versetzt und stieg dort in den nächsten Jahren durch die Ränge hindurch auf. Nach seiner Beförderung zum Oberst im Jahr 1925 erhielt er das Kommando über das 26. Kavallerieregiment.
1926 wurde er Stabschef der im japanischen Korea stationierten Chōsen-Armee. Von 1927 bis 1930 folgte eine Verwendung in der Kommunikationsabteilung des 3. Büros des Generalstabs. Bevor er 1930 kurzzeitig Kommandant der Heereskavallerieschule wurde, wurde Yamada zum Generalmajor befördert. In den Jahren 1931 und 1932 hatte er wieder ein Feldkommando inne, als er die 4. Kavalleriebrigade kommandierte. Im Anschluss hieran war er bis 1937 in verschiedenen administrativen Positionen eingesetzt, darunter der als Kommandant der Heeresoffizierschule. Dazwischen erfolgte im Jahr 1934 seine Beförderung zum Generalleutnant.
Im März 1937 erhielt Yamada das Kommando über die in Mandschukuo stationierte 12. Division, im Januar des folgenden Jahres wurde er Oberbefehlshaber der neuaufgestellten 3. Armee, die die Grenze Mandschukuos zur Sowjetunion bewachte. Im Dezember 1938 übernahm er als Nachfolger von Hata Shunroku den Oberbefehl über die Zentralchina-Expeditionsarmee, die er bis zu ihrer Auflösung im September 1939 führte. Anschließend wurde Yamada nach Japan zurückbeordert, wo er zum Generalinspekteur der Militärausbildung ernannt und 1940 zum vollwertigen General befördert wurde. Parallel dazu diente er im Obersten Kriegsrat. Im Juli 1941 übernahm er in Vertretung das neugebildete Zentrale Verteidigungskommando, das er nach dem Kriegseintritt Japans an Prinz Higashikuni Naruhiko abgab.
Im Juli 1944 kehrte Yamada nach Mandschukuo zurück und übernahm dort den Posten als Oberbefehlshaber der Kwantung-Armee. Da er sich bewusst war, dass er im Falle einer sowjetischen Invasion mit den zur Verfügung stehenden Kräften nicht effektiv würde verteidigen können, bat er in Japan um Truppennachschub, der ihm verwehrt wurde. Aufgrund dessen begann er ein umfangreiches Anwerbungsprogramm für Freiwillige und Wehrpflichtige unter der japanischen Bevölkerung in Mandschukuo, aus denen er acht neue Infanteriedivisionen und sieben Infanteriebrigaden aufstellte, die jedoch personell unterbesetzt und sehr schlecht ausgerüstet waren. Als die Sowjets am 9. August 1945 schließlich die Operation Auguststurm starteten, wurden Yamadas Truppen innerhalb weniger Tage komplett aufgerieben.
Nach der Kapitulation Japans geriet Yamada in sowjetische Kriegsgefangenschaft und wurde im Dezember 1949 im Kriegsverbrecherprozess von Chabarowsk zu 25 Jahren Arbeitslager verurteilt. Im Jahr 1956 wurden er und alle anderen noch lebenden Verurteilten aus der Haft entlassen und nach Japan abgeschoben, wo Yamada 1965 starb.